# 3-я дивизия тяжёлой кавалерии (Первая империя)
3-я дивизия тяжёлой кавалерии (фр. 3e division de grosse cavalerie), иногда также 3-я кирасирская дивизия (фр. 3e division de cuirassiers) — кавалерийская дивизия Франции периода наполеоновских войн.

## История дивизии

### Формирование дивизии
Дивизия была сформирована императором Наполеоном 27 марта 1805 года в составе Армии Италии и включала 4-й, 6-й, 7-й и 8-й кирасирские полки. Во главе дивизии был поставлен генерал Шарль Жозеф де Пюлли. 22 ноября 1806 года Наполеон сделал дивизию частью Великой Армии, передав командование генералу Эспаню и приказав выдвигаться к местам боевых действий.

### Польская кампания 1807 года
В середине декабря 1806 года дивизия прибыла в Берлин, и приняла участие в Польской кампании 1807 года. В последних числах января - первых числах февраля дивизия впервые столкнулась с неприятелем. Затем участвовала в осаде Данцига. 24 мая, после взятия крепости, дивизия покинула Мариенбург и выдвинулась навстречу русским войскам. 10 июня дивизия отличилась в сражении при Гейльсберге, где неумелые действия принца Мюрата, командующего резервной кавалерией и авангардом Великой Армии, привели к тому, что дивизия вынуждена была участвовать в серии неподготовленных атак на позиции русских, и понесла огромные потери. Как итог: командир дивизии Эспань был тяжело ранен пятью ударами пикой, начальник штаба Лакруа – двумя, командир бригады Фуле – одним. Также ранены три из четырёх полковников: Эрбо, Оффанстен и Риу д’Авене.
После заключения Тильзитского мира дивизия дислоцировалась в Германии.

### Австрийская кампания 1809 года
С апреля 1809 года дивизия принимала участие в Австрийской кампании. Утром 21 мая три кирасирские дивизии были Императором сосредоточены в Эберсдорфе для перехода через Дунай. Дивизия Эспаня перешла реку первой и, оставаясь одна на левом берегу, приблизительно в 3:30 пополудни атаковала австрийскую кавалерию. Небольшое первоначальное превосходство французов в численности вскоре исчезло, поскольку австрийцам на помощь были отозваны кирасирские и драгунские полки. Началась беспорядочная кавалерийская схватка на равнине севернее Эсслинга. Уже уступая в численности, французы всё ещё удерживали равновесие в бою, пока уланский и гусарский полки из резерва окончательно не склонили чашу весов на сторону австрийцев. Отважные кирасиры Эспаня должны были отойти назад, за канал Асперн-Эсслинг. Кирасиры Эспаня предприняли много отличных атак и разгромили два каре. В итоге корпус Гогенцоллерна был смят и разбит. Однако успех дался французам дорогой ценой: генерал Эспань был смертельно ранен, генерал Фуле – ранен и попал в плен, ранены полковники Авранж и Мерлен. На следующий день, 22 мая, дивизия продолжила совершать отчаянные атаки, сперва поддерживая наступление, а потом прикрывая отход корпуса Ланна. В итоге в сражении при Эсслинге дивизия была практически полностью уничтожена (в четырёх полках было убито 17 офицеров и ранено 44), но своими действиями спасла французскую армию от полной катастрофы. Вместо погибшего генерала Эспаня во главе дивизии 25 мая Наполеон поставил своего дальнего родственника, генерала Арриги, блестящего и храброго кавалериста. С новым командиром дивизия вновь отличилась при Ваграме, где была окончательно разбита австрийская армия.
2 марта 1810 года Наполеон начал реорганизацию и расформирование частей, дислоцированных на территории Германии. Дивизия была отозвана во Францию и 27 июня 1810 года расформирована.

### Русская кампания 1812 года
С ухудшением отношений с Россией и приближением возможной новой войны, Наполеон воссоздал дивизию в том же составе 17 апреля 1811 года. 25 декабря 1811 года Император реорганизовал всю французскую кавалерию: дивизия потеряла 6-й и 8-й кирасирские полки, а взамен получила новый 14-й полк.

### Саксонская кампания 1813 года
6 февраля 1813 года дивизия была реорганизована Императором, и теперь состояла из сведённых в две бригады прежних 3-х кирасирских полков и 4-х драгунских полков, взятых из расформированной 6-й дивизии тяжёлой кавалерии. Принимала активное участие в Саксонской кампании 1813 года. Отличилась в сражениях при Дрездене и Лейпциге.
18 ноября 1813 года по причине огромных потерь, понесённых в Битве народов, Император реорганизовал французскую армию. Полки 3-й дивизии были переведены в состав 1-й дивизии, а на их место были включены драгунские полки из расформированной 5-й дивизии.
Реорганизованная дивизия принимала участие во Французской кампании 1814 года, и отчаянно сражалась вплоть до отречения Императора.

## Командование дивизии

### Командиры дивизии
- дивизионный генерал Шарль Жозеф де Пюлли (27 марта 1805 — 4 ноября 1806)
- бригадный генерал Морис Фрезья (4 ноября 1806 — 22 ноября 1806)
- дивизионный генерал Жан-Луи Эспань (22 ноября 1806 — 21 мая 1809)
  - бригадный генерал Николя Рено (13 июня 1807 — 6 июля 1807)
  - бригадный генерал Николя Рено (5 декабря 1807 — июль 1808)
  - бригадный генерал Николя Рено (21 мая 1809 — 25 мая 1809)
- дивизионный генерал Жан-Тома Арриги (25 мая 1809 — 27 июня 1810)
- расформирована (27 июня 1810 — 17 апреля 1811)
- должность вакантна (17 апреля 1811 — 30 ноября 1811)
- дивизионный генерал Жан-Пьер Думерк (30 ноября 1811 — 18 ноября 1813)
- дивизионный генерал Луи Бриш (19 ноября 1813 — 12 мая 1814)

### Заместитель командира дивизии
- дивизионный генерал Шарль Фрежвиль (20 сентября 1805 — 1 февраля 1806)

### Начальники штаба дивизии
- полковник штаба Франсуа Ормансе (27 марта 1805 — 24 ноября 1806)
- полковник штаба Пьер Лакруа (24 ноября 1806 — 27 июня 1810)
- полковник штаба Франсуа Ватье (13 октября 1811 — 18 января 1812)
- полковник штаба (бригадный генерал с 10 июля 1812 года) Жан Бартье де Сент-Илер (15 июня 1812 — 6 февраля 1813)
- полковник штаба Александр де Лавиль ( — 3 сентября 1813)
- полковник штаба Теодор Контамин (21 ноября 1813 — 19 февраля 1814)

### Командиры бригад
- бригадный генерал Морис Фрезья (18 октября 1805 — 31 декабря 1806)
- полковник Арканж Риу д’Авене (11 сентября 1805 — 31 декабря 1806)
- бригадный генерал Николя Рено (31 декабря 1806 — 21 июля 1809)
- бригадный генерал Альбер Фуле (31 декабря 1806 — 21 мая 1809)
- бригадный генерал Этьен Бордесуль (25 мая 1809 — 21 июля 1809)
- бригадный генерал Самюэль Леритье (24 августа 1809 — 27 июня 1810)
- бригадный генерал Адриан Гитон (25 августа 1809 — 27 июня 1810)

## Состав дивизии
- штаб дивизии (фр. état-major de la division)
- 4-й кирасирский полк (фр. 4e régiment de cuirassiers)

в составе дивизии с 27 марта 1805 года по 18 ноября 1813 года
- 6-й кирасирский полк (фр. 6e régiment de cuirassiers)

в составе дивизии с 27 марта 1805 года по 25 декабря 1811 года
- 7-й кирасирский полк (фр. 7e régiment de cuirassiers)

в составе дивизии с 27 марта 1805 года по 11 сентября 1805 года, и с 1 ноября 1805 года по 18 ноября 1813 года
- 8-й кирасирский полк (фр. 8e régiment de cuirassiers)

в составе дивизии с 27 марта 1805 года по 11 сентября 1805 года, и с 1 ноября 1805 года по 25 декабря 1811 года
- 23-й драгунский полк (фр. 23e régiment de dragons)

в составе дивизии с 11 сентября 1805 года по 1 ноября 1805 года
- 29-й драгунский полк (фр. 29e régiment de dragons)

в составе дивизии с 11 сентября 1805 года по 1 ноября 1805 года
- 14-й кирасирский полк (фр. 14e régiment de cuirassiers)

в составе дивизии с 25 декабря 1811 года по 18 ноября 1813 года
- 3-й шеволежерский полк (фр. 3e régiment de chevau-légers lanciers)

в составе дивизии со 2 января 1812 года по 6 февраля 1813 года
- 7-й драгунский полк (фр. 7e régiment de dragons)

в составе дивизии с 6 февраля 1813 года по 18 ноября 1813 года
- 23-й драгунский полк (фр. 23e régiment de dragons)

в составе дивизии с 6 февраля 1813 года по 18 ноября 1813 года
- 28-й драгунский полк (фр. 28e régiment de dragons)

в составе дивизии с 6 февраля 1813 года по 18 ноября 1813 года
- 30-й драгунский полк (фр. 30e régiment de dragons)

в составе дивизии с 6 февраля 1813 года по 18 ноября 1813 года
- 2-й драгунский полк (фр. 2e régiment de dragons)

в составе дивизии с 18 ноября 1813 года по 12 мая 1814 года
- 6-й драгунский полк (фр. 6e régiment de dragons)

в составе дивизии с 18 ноября 1813 года по 12 мая 1814 года
- 11-й драгунский полк (фр. 11e régiment de dragons)

в составе дивизии с 18 ноября 1813 года по 12 мая 1814 года
- 13-й драгунский полк (фр. 13e régiment de dragons)

в составе дивизии с 18 ноября 1813 года по 12 мая 1814 года
- 15-й драгунский полк (фр. 15e régiment de dragons)

в составе дивизии с 18 ноября 1813 года по 12 мая 1814 года
- артиллерия (фр. artillerie de la division)

## Подчинение и номер дивизии
- кавалерийская дивизия Армии Италии (11 сентября 1805 года);
- дивизия тяжёлой кавалерии Армии Италии (23 сентября 1806 года);
- 3-я дивизия тяжёлой кавалерии резервной кавалерии Великой Армии (22 ноября 1806 года);
- 3-я дивизия тяжёлой кавалерии Рейнской армии (15 октября 1808 года);
- 3-я дивизия тяжёлой кавалерии корпуса резервной кавалерии[К 1] Армии Германии (1 апреля 1809 года);
- 3-я дивизия тяжёлой кавалерии 2-го армейского корпуса Великой Армии (1 апреля 1812 года);
- 3-я дивизия тяжёлой кавалерии 1-го корпуса резервной кавалерии Великой Армии (21 января 1813 года);
- 3-я дивизия тяжёлой кавалерии 5-го корпуса резервной кавалерии Великой Армии (19 февраля 1814 года).

## Организация дивизии
На 18 октября 1805 года:
- 1-я бригада (командир — бригадный генерал Морис Фрезья)
  - 23-й драгунский полк (3 эскадрона, командир — полковник Франсуа Тьерри)
  - 29-й драгунский полк (3 эскадрона, командир — полковник Жак Авис)
- 2-я бригада (командир — полковник Арканж Риу д’Авене)
  - 4-й кирасирский полк (3 эскадрона, командир — полковник Фюльжан Эрбо)
  - 6-й кирасирский полк (2 эскадрона, командир — полковник Арканж Риу д’Авене)
    - Всего: 11 эскадронов, 1008 человек[11].

Весна 1807 года:
- 1-я бригада (командир — бригадный генерал Николя Рено)
  - 4-й кирасирский полк (командир — полковник Фюльжан Эрбо)
  - 6-й кирасирский полк (командир — полковник Арканж Риу д’Авене)
- 2-я бригада (командир — бригадный генерал Альбер Фуле)
  - 7-й кирасирский полк (командир — полковник Франсуа Оффанстен)
  - 8-й кирасирский полк (командир — полковник Жан-Батист Мерлен)
    - Всего: 16 эскадронов, 2149 человек, 3 орудия[12][13]

На 1 июля 1809 года:
- 1-я бригада (командир — бригадный генерал Николя Рено)
  - 4-й кирасирский полк (командир — полковник Франческо Боргезе)
  - 6-й кирасирский полк (командир — полковник Франсуа д’Авранж д’Ожранвиль)
- 2-я бригада (командир — бригадный генерал Этьен Бордесуль)
  - 7-й кирасирский полк (командир — полковник Жак Дюбуа)
  - 8-й кирасирский полк (командир — полковник Луи Гранжан)
    - Всего: 16 эскадронов, около 2300 человек, 6 орудий

На 1 апреля 1812 года:
- 1-я бригада (командир — бригадный генерал Сигизмон-Фредерик де Беркейм)
  - 4-й кирасирский полк (командир — полковник Мишель Дюжон)
- 2-я бригада (командир — бригадный генерал Самюэль Леритье)
  - 7-й кирасирский полк (командир — полковник Жак Дюбуа)
- 3-я бригада (командир — бригадный генерал Иньяс д’Улланбур)
  - 14-й кирасирский полк (голландский)               (командир — полковник Алберт Трип ван Заудтландте)
  - 1-я рота 3-го шеволежерского полка (командир — полковник Александр Лебрен)
    - Всего: 12 эскадронов, 2850 человек, 12 орудий

На 16 октября 1813 года:
- 1-я бригада (командир — бригадный генерал Шарль Лялен д’Оденард)
  - 4-й кирасирский полк (командир — полковник Мишель Дюжон)
  - 7-й кирасирский полк (командир — полковник Клод-Франсуа Ришардо)
  - 14-й кирасирский полк (командир — полковник Алберт Трип ван Заудтландте)
- 2-я бригада (командир — бригадный генерал Мари-Антуан Резе)
  - 7-й драгунский полк (командир — полковник Луи Сопранси)
  - 23-й драгунский полк (командир — полковник Шарль Мартиг)
  - 28-й драгунский полк
  - 30-й драгунский полк (командир — полковник Мишель Орденер)

На 1 февраля 1814 года:
- 1-я бригада (командир — бригадный генерал Габриэль Монтележье)
  - 2-й драгунский полк
  - 6-й драгунский полк
  - 11-й драгунский полк
- 2-я бригада (командир — бригадный генерал Дени Людо)
  - 13-й драгунский полк
  - 15-й драгунский полк

## Награждённые

### Великие офицеры ордена Почётного легиона
- Жан-Луи Эспань, 11 июля 1807 – дивизионный генерал, командир дивизии

### Комманданы ордена Почётного легиона
- Мари-Антуан Резе, 7 ноября 1813 – бригадный генерал, командир 2-й бригады

### Офицеры ордена Почётного легиона
- Пьер Борель, 3 апреля 1807 – командир эскадрона 6-го кирасирского
- Франсуа Шипо, 15 января 1808 – командир эскадрона 4-го кирасирского
- Франсуа д’Авранж д’Ожранвиль, 6 октября 1808 – полковник, командир 6-го кирасирского
- Николя Марюла, 6 октября 1808 – капитан 6-го кирасирского
- Жак Дюбуа, 8 октября 1811 – полковник, командир 7-го кирасирского
- Жан Фейад, 6 ноября 1811 – командир эскадрона 8-го кирасирского
- Плансон, 17 июня 1812 – командир эскадрона 4-го кирасирского
- Ришу, 17 июня 1812 – капитан 7-го кирасирского
- де ля Виллясс, 16 мая 1813 – командир эскадрона 7-го кирасирского
- Ламберти, 16 мая 1813 – командир эскадрона 7-го кирасирского
- Делямуссе, 16 мая 1813 – капитан 7-го кирасирского
- Трека, 16 мая 1813 – лейтенант 7-го кирасирского
- Клевено, 28 июня 1813 – командир эскадрона 23-го драгунского
- Жигу, 28 июня 1813 – капитан 23-го драгунского
- Шарль Мартиг, 29 августа 1813 – полковник, командир 23-го драгунского
- Мишель Орденер, 5 сентября 1813 – полковник, командир 30-го драгунского
- Гуальди, 5 сентября 1813 – полковник, командир Драгун Наполеона (королевство Италия)
- Вигье, 5 сентября 1813 – командир эскадрона 7-го драгунского
- Бельше, 5 сентября 1813 – капитан 4-го кирасирского
- Клод-Франсуа Ришардо, 5 сентября 1813 – полковник, командир 7-го кирасирского
- Альберт Трип ван Зоутеланде, 5 сентября 1813 – полковник, командир 14-го кирасирского
- Мари-Антуан Резе, 5 сентября 1813 – бригадный генерал, командир 2-й бригады
- де Лувенкур, 27 сентября 1813 – командир эскадрона 4-го кирасирского

### Комментарии
1. ↑  Большую часть кампании дивизия действовала в составе 2-го армейского корпуса